# Macrocyclis peruvianus
El caracol negro, caracol gigante o caracol del bosque (Macrocyclis peruvianus) es la única especie que integra el género monotípico Macrocyclis. Este molusco gasterópodo terrestre habita en bosques húmedos del Cono Sur de Sudamérica.

## Taxonomía
Descripción original e historia taxonómica
Esta especie fue descrita originalmente en el año 1822 por el naturalista francés
Jean-Baptiste Pierre Antoine de Monet Chevalier de Lamarck con el nombre científico de Helix peruviana.
En el 1821, el naturalista francés barón André Étienne Justin Pascal Joseph François d'Audebert de Férussac había descrito Helix (Helicella) laxata, el cual fue considerado tanto como una especie distinta de Helix peruviana, como el sinónimo más antiguo de este último, como un sinónimo más moderno de H. peruviana, y finalmente, como un nomen nudum. En el año 1837 Henrik Henriksen Beck crea el género Macrocyclis.
Para algunos autores, Macrocyclis es el único género que contiene la familia de los macrocíclidos (Macrocyclidae Thiele, 1926) aunque, según otros, corresponde ubicarlo en la familia de los acávidos, la cual presenta una distribución amplia, en el sudoeste de Sudamérica, Madagascar, Sri Lanka, Seychelles, Tasmania y Australia.
Macrocyclis se relacionaría con otros géneros de la subfamilia Caryodinae: Pedinogyra Albers, 1860, Hedleyella Iredale, 1914, Anoglypta Martens (en Albers), 1860, Caryodes Albers, 1850.
Localidad tipo
La localidad tipo original es “le Pérou” (el Perú), transferida posteriormente a una ambigua: “Chile”.
Holotipo
En su descripción, el autor no mencionó dónde ubicó al ejemplar tipo.
Etimología
Etimológicamente el término genérico Macrocyclis se construye con macro, que viene de la palabra en el idioma griego μακρο, makro, que significa ‘grande’ y con la palabra en latín cyclīs que es el dativo plural de 'cyclus'. El epíteto específico peruvianus es un topónimo que refiere al que se tenía erróneamente como origen de este caracol, el Perú.

## Distribución y hábitat
Macrocyclis peruvianus habita en el sotobosque húmedo de bosques lluviosos del centro-sur y sur de Chile y en algunos reductos fronterizos de la Argentina.
En Chile, por su gran tamaño (su concha de un diámetro de 60 mm lo hace ser el mayor caracol terrestre del país) es un animal popularmente conocido, si bien es bastante raro, distribuyéndose entre las latitudes de 35 ° y 45 °S, especialmente en regiones costeras y en valles andinos, entre las regiones del Maule y Los Lagos, hasta la isla Grande de Chiloé y Chiloé Continental.

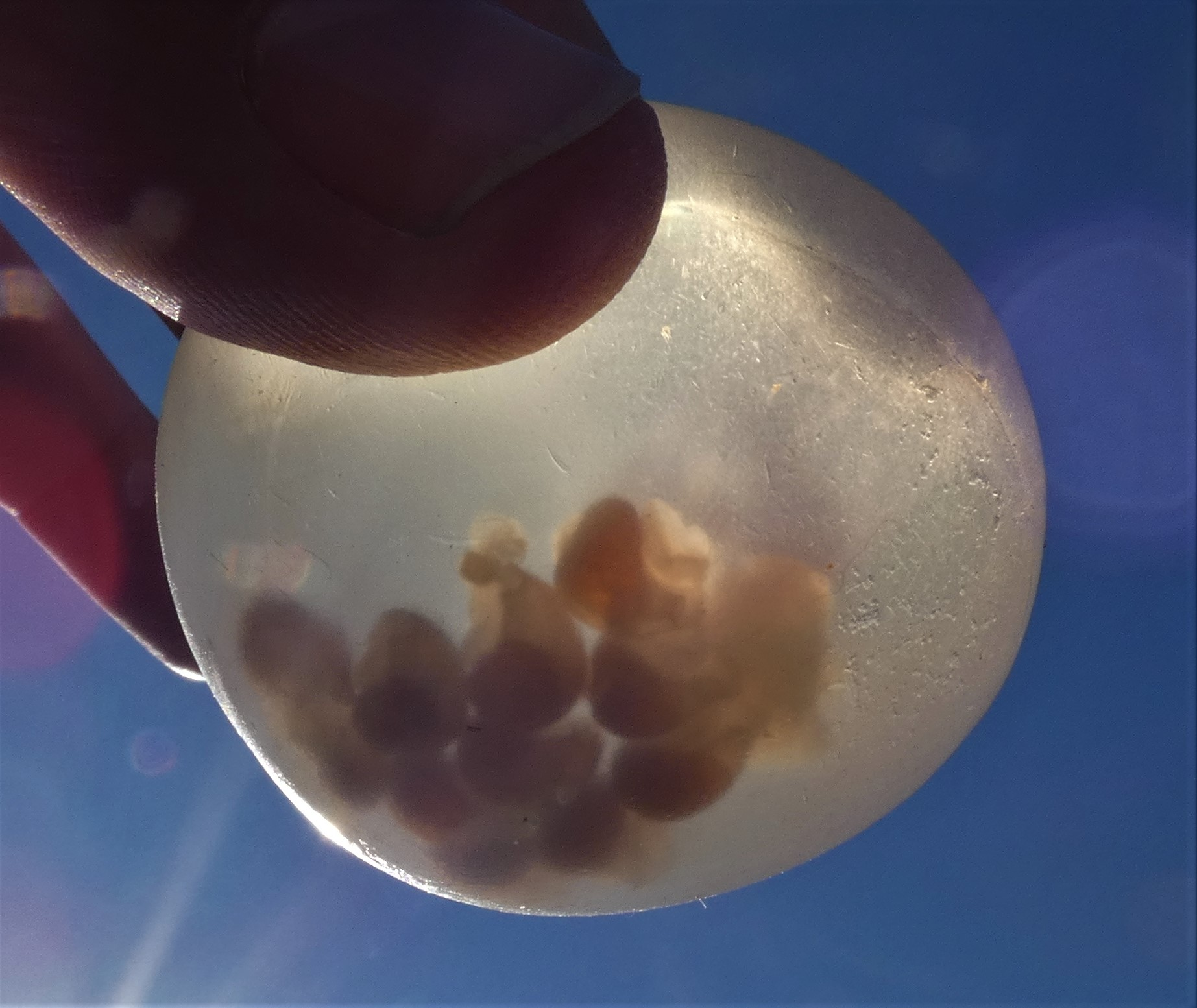
Huevo de Macrocyclis peruvianus

En la Argentina, es más raro aún, estando limitado a zonas próximas al límite con Chile y caracterizadas por ser enclaves de ingresiones del ecosistema del bosque pluvial valdiviano. Cuenta con registros en la Patagonia de ese país, en las provincias de: Neuquén, Río Negro y Chubut. En el parque nacional Nahuel Huapi (Neuquén-Río Negro) sería muy escasa. En el parque nacional Los Alerces (departamento Futaleufú, Chubut) fue registrado en un bosque alto dominado por coihues en la cuenca del arroyo Canelo, y en un bosque alto dominado por alerces, a unos 50 metros de la margen derecha del río Los Alerces, a 700 m de su confluencia con el arroyo Paso Viejo. En el parque nacional Lago Puelo (departamento Cushamen, Chubut) fue registrado en bosques de tipo valdiviano en las zonas recorridas por los arroyos Las Lágrimas y Melo.